# مكشوف (فلم)
مكشوف (بالإنجليزية: Exposed) وإسمه الأصلي ابنة الرب (بالإنجليزية: Daughter of God) هو فيلم إثارة أمريكي تم إنتاجه في سنة 2016 وهو من إخراج جي مالك لنتون وبطولة كيانو ريفز وأنا دي أرماس وكريستوفر ماكدونالد وبيغ دادي كين وميرا سورفينو وتم توزيع الفيلم عن طريق شركة ليونسغيت.

## القصة
قصة الفيلم تتكلم عن محقق شرطة يحقق بمجريات وفاة شريكه يعلم بعد ذلك عن محاولات من قبل الشرطة بإخفائهم لسر قصير ليقوده ذلك إلى التعرف بإمرأة شابة وألتي تساعده في التحقيق.

## البطولة
- أنا دي أرماس بدور إيزابيل دي لا كروز
- كيانو ريفز بدور المحقق سكوت غولبان
- كريستوفر ماكدونالد بدورالضابط غالواي
- يغ دادي كين بدور بلاك
- ميرا سورفينو بدور جانين كولن
- فينوس أرييل بدور إيليسا
- أرييل نالدو بدور نالدو
- لاورا غوميز دور إيفا
- ميليسا لينتون بدور المحققة ساره راميريز
- مايكل ريسبولي بدور المحقق
- داني هوك بدور جوي كولين
- إسمايل كروز كوردوفا بدور خوسيه لا كروز
- جانيت ديلون بدور ماريسول دي لا كروز

## وصلات خارجية
- مكشوف على موقع IMDb (الإنجليزية)
- مكشوف على موقع ميتاكريتيك (الإنجليزية)
- مكشوف على موقع روتن توميتوز (الإنجليزية)
- مكشوف على موقع قاعدة بيانات الأفلام العربية
- مكشوف على موقع ألو سيني (الفرنسية)
- مكشوف على موقع أول موفي (الإنجليزية)
- مكشوف على موقع فيلمافينيتي (الإسبانية)
- مكشوف على موقع قاعدة بيانات الفيلم (الإنجليزية)
- مكشوف على موقع ليتربوكسد (الإنجليزية)
- مكشوف على موقع كينوبويسك (الروسية)
- مكشوف على قاعدة بيانات الأفلام على الإنترنت